# 34-й истребительный авиационный полк ПВО
34-й истребительный авиационный полк ПВО (34-й иап ПВО) — воинская часть авиации ПВО, принимавшая участие в боевых действиях на Халхин-Голе, Советско-финляндской, Великой Отечественной и Советско-японской войнах.

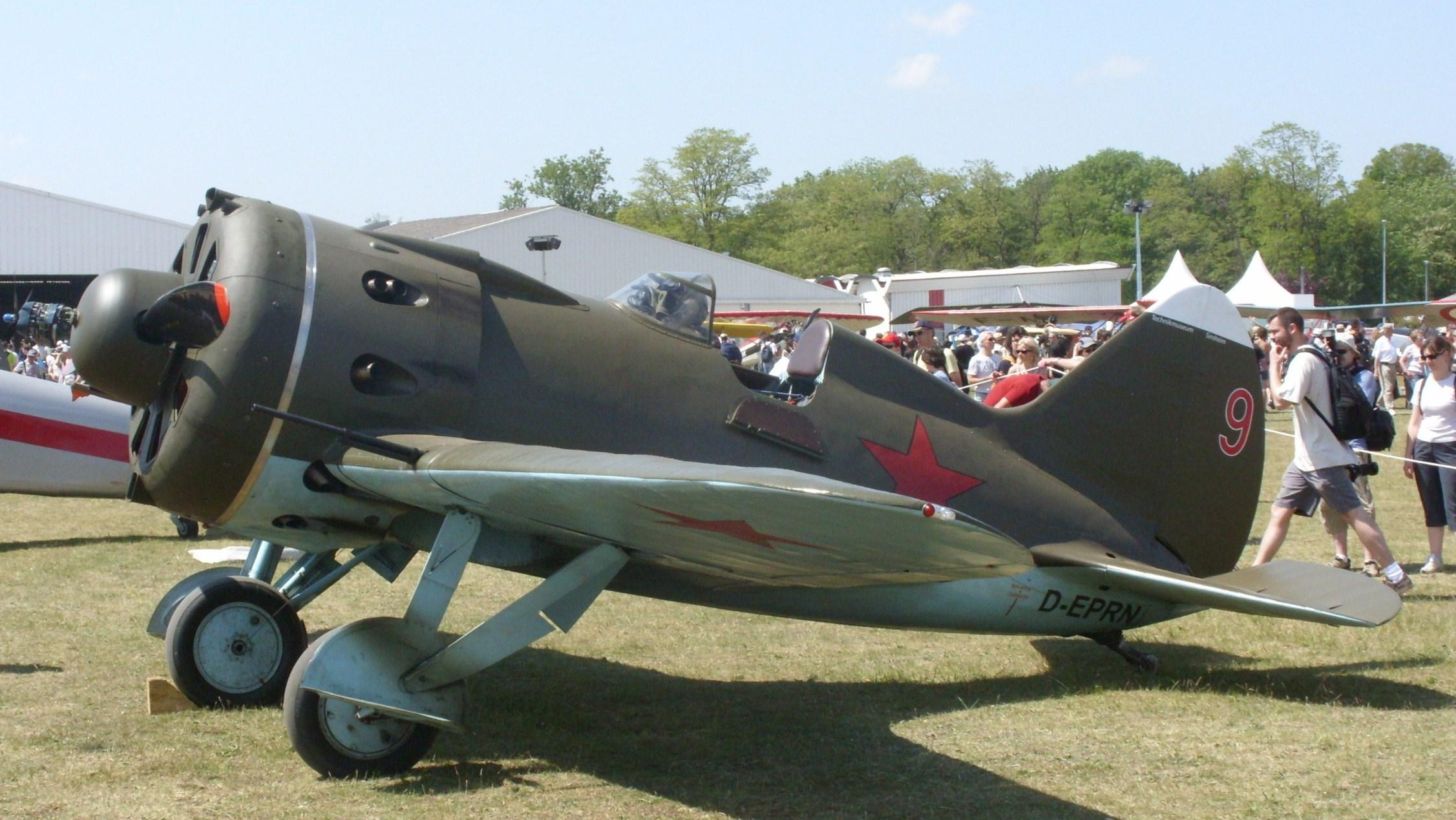
Самолёт И-16. На этом типе самолётов полк встретил первые дни войны.

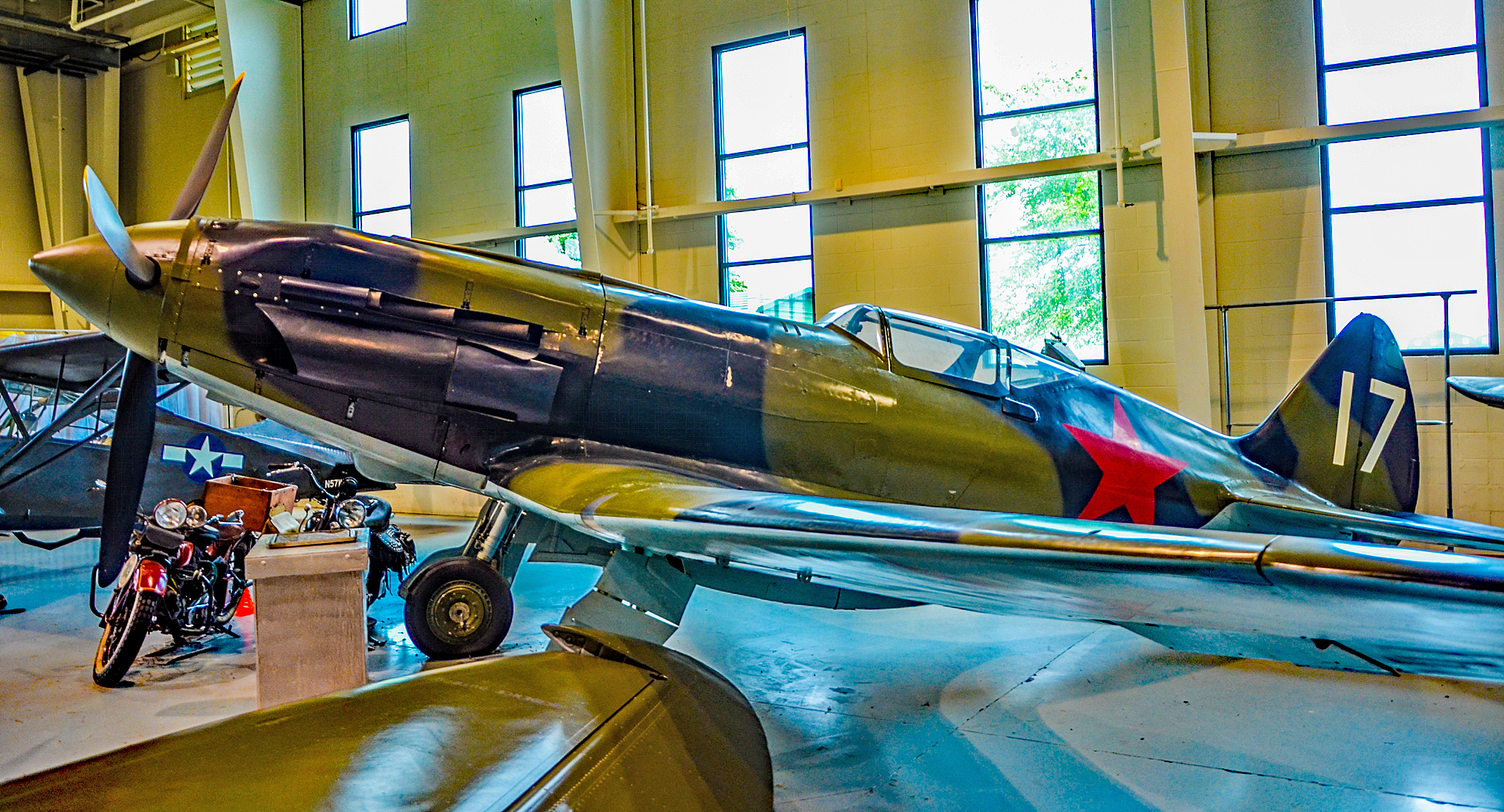
Самолёт МиГ-3. Полк весной 1941 года приступил к переучиванию на эти типы самолётов. Уже 22 июня полк воевал 27-ми самолётах, поступивших на вооружение.

## Наименования полка
- 34-й истребительный авиационный полк ПВО[2];
- 34-й истребительный авиационный полк;
- 34-й истребительный авиационный полк ВМФ[2];
- Войсковая часть (Полевая почта) 35443[3].

## История и боевой путь полка
34-й истребительный авиационный полк формировался в период с февраля по май 1938 года в ВВС Московского военного округа на аэродроме Люберцы на основе 118-й и 67-й истребительных авиационных эскадрилий в соответствии с директивой Командующего ВВС Московского военного округа № 155/сс от 27.02.1938 года на самолётах И-16 и И-15бис. В мае 1938 года приказом МВО № 00102 от 09.05.1938 г. включён в 57-ю авиабригаду ВВС Московского военного округа .

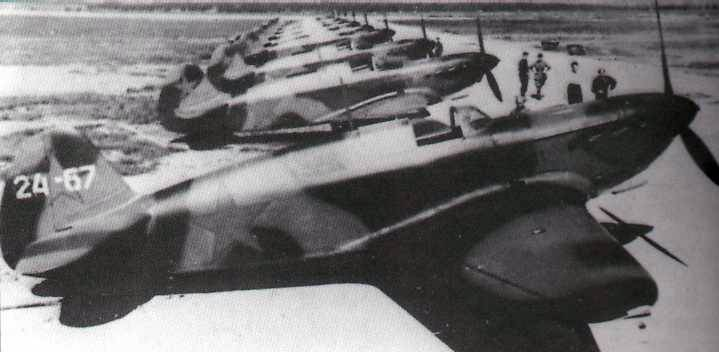
В феврале 1943 года полк получил Як-1.

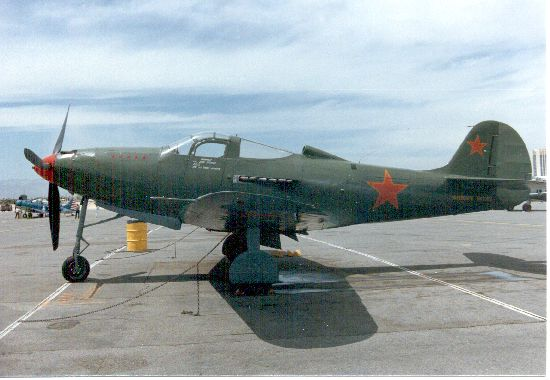
В декабре 1943 года полк получил «Аэрокобру», которыми перевооружена 2-я эскадрилья полка.

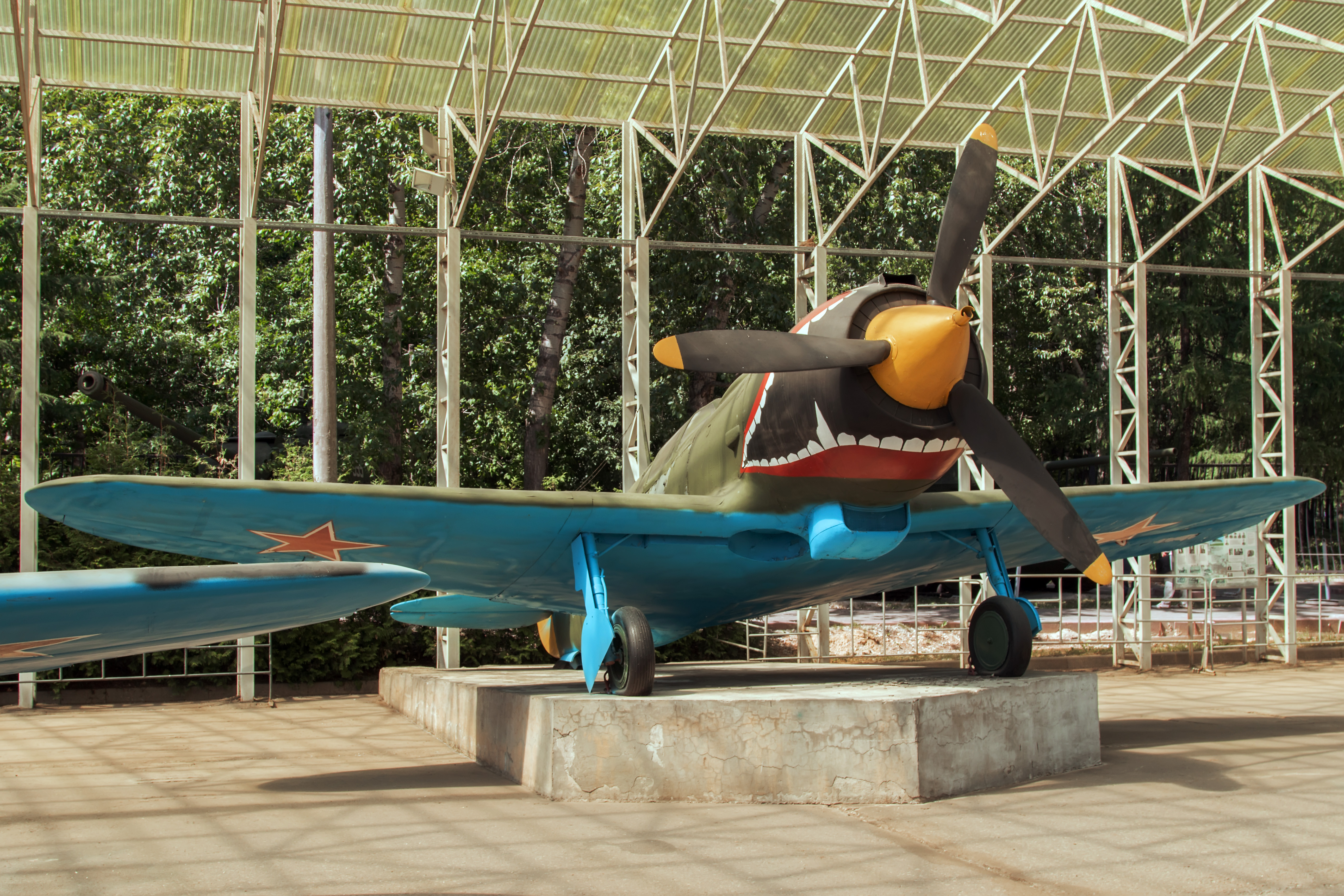
В марте 1944 года полк получил Ла-5, на которых воевал в Советско-японской войне.

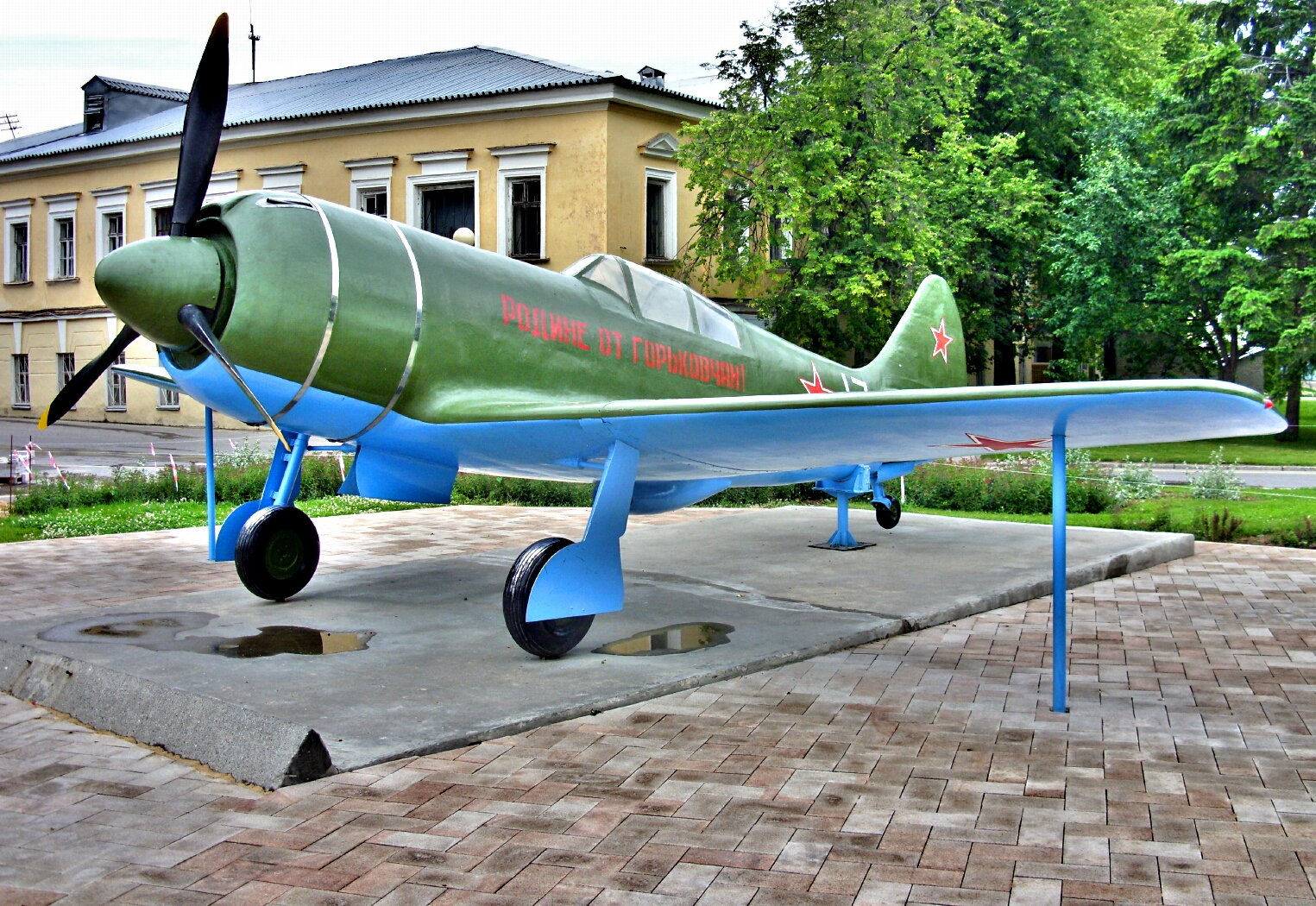
Истребитель Ла-7. На них полк воевал в Советско-японской войне.

В марте 1938 года из состава полка в спецкомандировку в Китай выбыла эскадрилья капитана Николаенко Е. М. В июне 1939 года две эскадрильи и штаб полка вошли в состав вновь сформированного 32-го иап и убыли в МНР. По прибытии в МНР 32-й иап расформирован, личный состав поступил на пополнение других полков. Основная часть личного состава 34-го иап вошла в 22-й иап. В феврале 1940 года две эскадрильи и штаб полка вошли во вновь сформированный 148-й истребительный авиационный полк, убывший на Советско-финляндскую войну.
В августе 1940 года (12 августа) полк включён в состав 24-й истребительной авиационной дивизии ВВС Московского военного округа. В марте 1941 года на вооружение полка поступило 27 истребителей МиГ-3.
Накануне войны (20 июня 1941 года) полк вошёл в состав 6-го истребительного авиакорпуса ПВО, развернутого на основе управлений 24-й истребительной авиационной дивизии и 78-й истребительной авиационной дивизии ПВО. Укомплектован по штату 15/21 (4 аэ), имел в боевом составе 27 МиГ-3 и 38 И-16.
Начало войны полк встретил в составе 6-го истребительного авиакорпуса ПВО Московской зоны ПВО и вступил в боевые действия против фашистской Германии и её союзников на самолётах МиГ-3 и И-16. Осуществлял прикрытие города и военных объектов Москвы с воздуха, помимо выполнения задач ПВО вылетал на прикрытие своих войск, штурмовку войск противника, действуя в интересах командования наземных фронтов.
22 июля 1941 года полком одержана первая известная воздушная победа полка в Отечественной войне: лейтенант Щербина Н. Г., пилотируя МиГ-3, в ночном воздушном бою в районе Наро-Фоминска сбил немецкий бомбардировщик Ju-88.
В период с 1 по 6 августа 1941 года полк переформирован по штату 015/134 на аэродроме Люберцы путём выделения из состава полка 34 экипажей на самолётах МиГ-3 для нового 35-го истребительного авиационного полка. Также передано в 177-й истребительный авиационный полк 16 экипажей на И-16. На 31 декабря 1941 года полк имел в боевом составе 21 МиГ-3. 10 января 1942 года полк переформирован по штату 015/174.
С 5 апреля 1942 года полк вместе с 6-м иак ПВО выведен из состава ВВС Московского военного округа и передан в состав Московского фронта ПВО. 10 апреля переформирован по штату 015/134. На 31 декабря 1942 года имел в боевом составе 30 МиГ-3. В феврале 1943 года получил 8 истребителей Як-1, которыми была перевооружена 3 эскадрилья полка. 9 июня 1943 года в связи с преобразованием 6-го иак ПВО в 1-ю воздушную истребительную армию Московского фронта ПВО вошёл во вновь сформированную в составе этого объединения 317-ю истребительную авиационную дивизию ПВО.
1 октября 1943 года полк исключён из действующей армии. На 20 октября 1943 года имел в боевом составе 12 МиГ-3 и 13 Як-1. В декабре 1943 года получил 10 американских истребителей «Аэрокобра», которыми перевооружена 2-я эскадрилья полка. В марте 1944 года полностью перевооружён на самолёты Ла-5. 24 декабря 1944 год а из расформированной ОМА ПВО вместе с 317-й иад ПВО передан в состав войск Центрального фронта ПВО. 7 мая 1945 года вышел из состава 317-й иад ПВО и убыл на Дальний Восток в состав 147-й иад ПВО Приморской армии ПВО.

### Итоги боевой деятельности полка в Великой Отечественной войне
- Совершено боевых вылетов — 7811, из них:
  - на прикрытие войск — 2516
  - на прикрытие Москвы — 1226
  - на прикрытие объектов — 1614
  - на перехват — 944
  - на патрулирование в СПП — 384
  - на штурмовку — 32
  - на сопровождение БА — 50
  - на разведку — 17
- Проведено воздушных боев — 241
- Сбито самолётов противника — 109, из них:
  - бомбардировщиков — 75
  - истребителей — 30
  - разведчиков — 4
- по годам:
  - 1941 — 70
  - 1942 — 24
  - 1943 — 15
- Свои потери (боевые):
  - лётчиков — 14
  - самолётов — 17

### В советско-японской войне
Летом 1945 года полк частично перевооружён на истребители Ла-7. В период с 9 августа по 3 сентября 1945 года полк в составе 147-й истребительной авиационной дивизии ПВО Приморской армии ПВО принимал участие в советско-японской войне на самолётах Ла-7 и Ла-5. За весь период боевых действий полк выполнил 64 боевых вылета.

## Послевоенный период

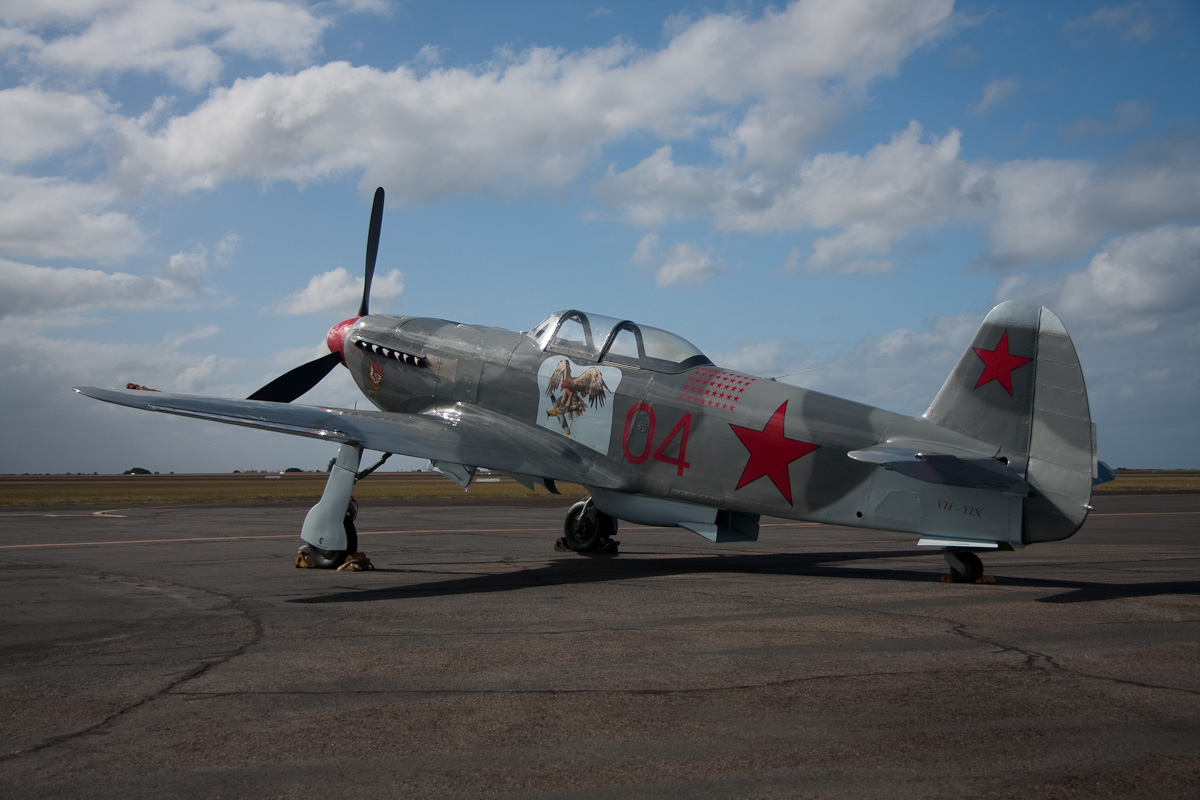
Самолёт Як-9 полк получил в 1950 году.

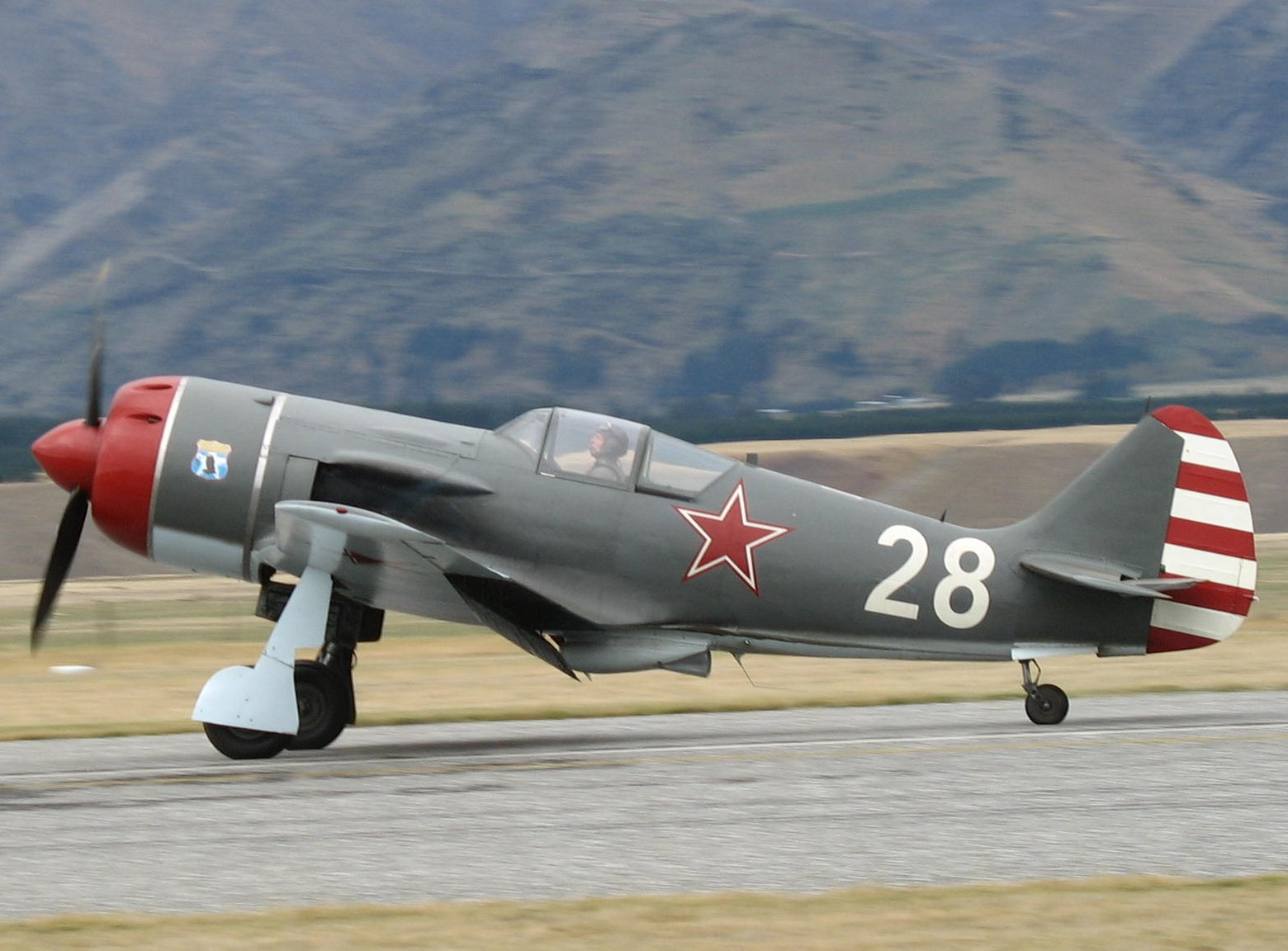
Самолёт Ла-9 полк получил в 1951 году.

После окончания войны с Японией полк базировался на своём аэродроме — Спасск-Дальний, где в июне 1946 году вместе с дивизией вошёл в состав вновь формируемого 1-го истребительного авиационного корпуса ПВО. В октябре 1947 года в составе 147-й иад передан из 1-го иак ПВО Дальневосточного округа ПВО в 9-ю воздушную армию Приморского военного округа с перебазированием на новый аэродром — Коммуна имени В. И. Ленина (Приморский край).
В 1949 году 1-й истребительный авиационный корпус ПВО переименован в 50-й истребительный авиационный корпус ПВО, а 9-я воздушная армия в 54-ю воздушную армию. В 1950 году полк получил самолёты Як-9, а в 1951 году — Ла-9. В том же 1951 году полк переучился на МиГ-15.
25 мая 1953 года полк вместе со 147-й иад передан из 54-й воздушной армии ДВО в состав ВВС Тихоокеанского флота и получил наименование 34-й истребительный авиационный полк ВМФ. В 1955 году полк получил первые МиГ-17. 15 июля 1960 года в связи с сокращением Военно-воздушных сил СССР на основании Директивы ГК ВМФ СССР № ОМУ/1/13030сс от 27.03.1960 г. полк расформирован вместе со 147-й иад на ТОФ.